# Mezinárodní letiště Chania
Mezinárodní letiště Ioannise Daskalogiannisa Chania nebo jen Letiště Chania (IATA: CHQ, ICAO: LGSA) je mezinárodní letiště na ostrově Kréta v Řecku. Nachází se na poloostrově Akrotiri v blízkosti zálivu Souda, 14 km od města Chania. Je to sdílené civilní i vojenské letiště.
Letiště je pojmenované po Ioannisu Daskalogiannisovi, řeckém hrdinovi, který bojoval v 18. století ve vzpouře proti Osmanské nadvládě.
Jde o páté nejvytíženější řecké letiště co do počtu cestujících.